# Abner González
Abner González Rivera (ur. 9 października 2000 w Moca) – portorykański kolarz szosowy.

## Osiągnięcia
Opracowano na podstawie:
2019
- 1. miejsce w mistrzostwach Portoryka (start wspólny)
- 2. miejsce w mistrzostwach Karaibów (jazda indywidualna na czas)

2021
- 1. miejsce w mistrzostwach Portoryka (start wspólny)
- 1. miejsce w mistrzostwach Portoryka (jazda indywidualna na czas)
- 1. miejsce w klasyfikacji młodzieżowej Volta a Portugal

## Rankingi
| Rok              | 2019  | 2020 | 2021 | 2022 | 2023  | 2024 |
| ---------------- | ----- | ---- | ---- | ---- | ----- | ---- |
| World Ranking    | 1204. | -    | 242. | 572. | 2090. | 501. |
| UCI America Tour | 161.  | -    | 20.  | 50.  | -     | 47.  |
|                  |       |      |      |      |       |      |
| Źródło: UCI      |       |      |      |      |       |      |